# مایجی‌شان

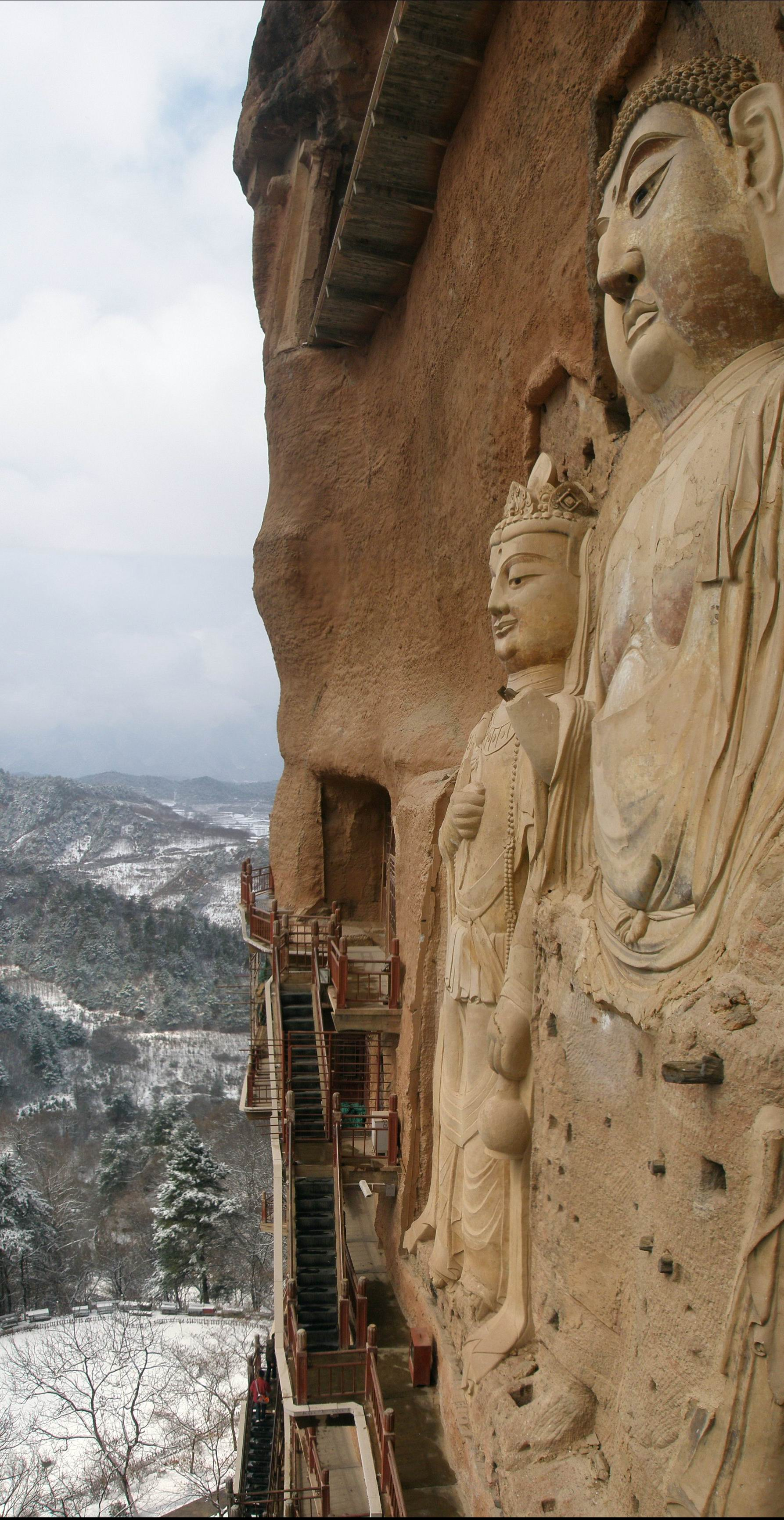
مجسمه‌های عظیم بوداسف در مایجیشان

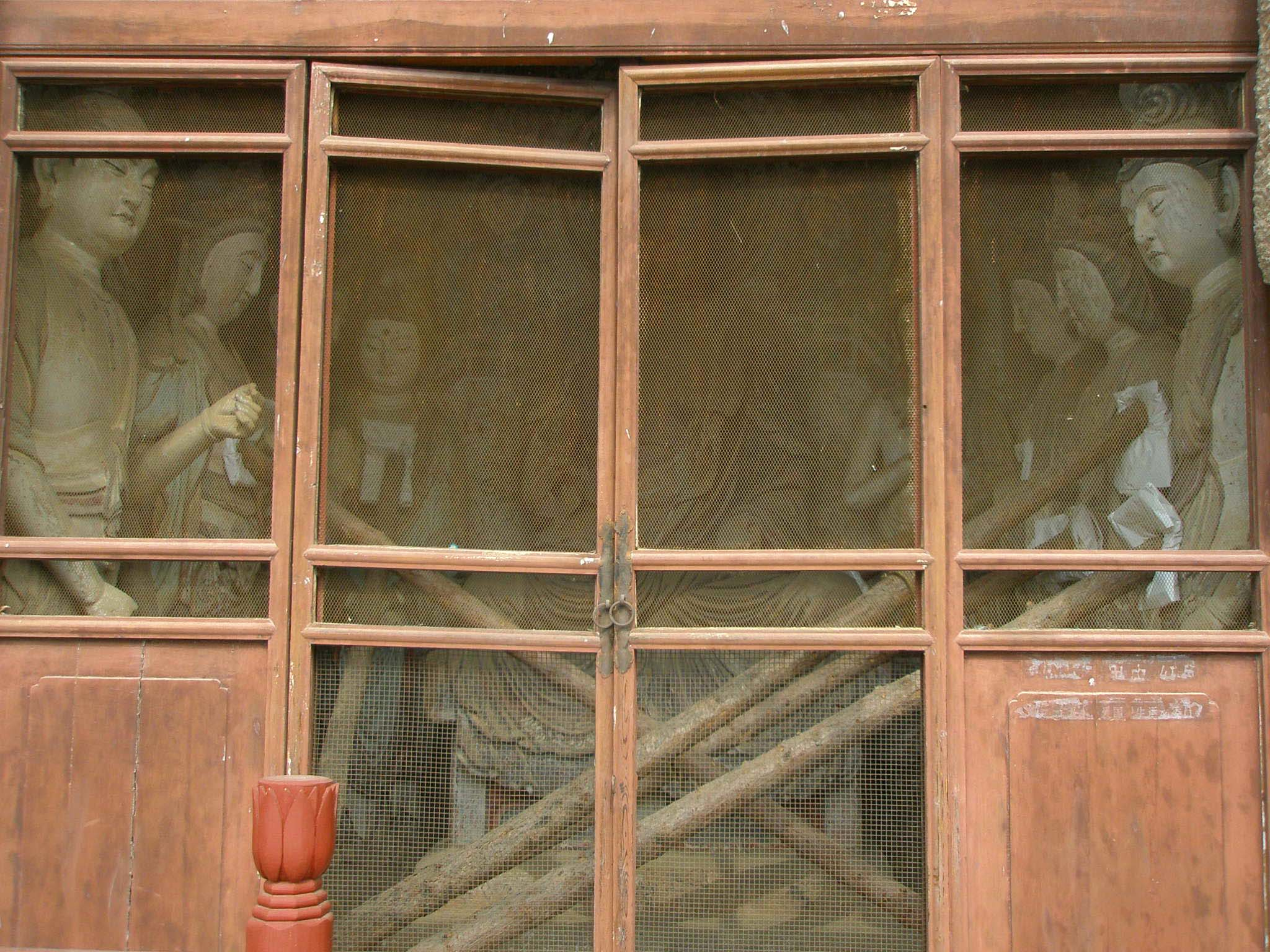
مجسمه‌هایی در یکی از غارهای مایجیشان که توسط تنه درختان حمایت می‌شود

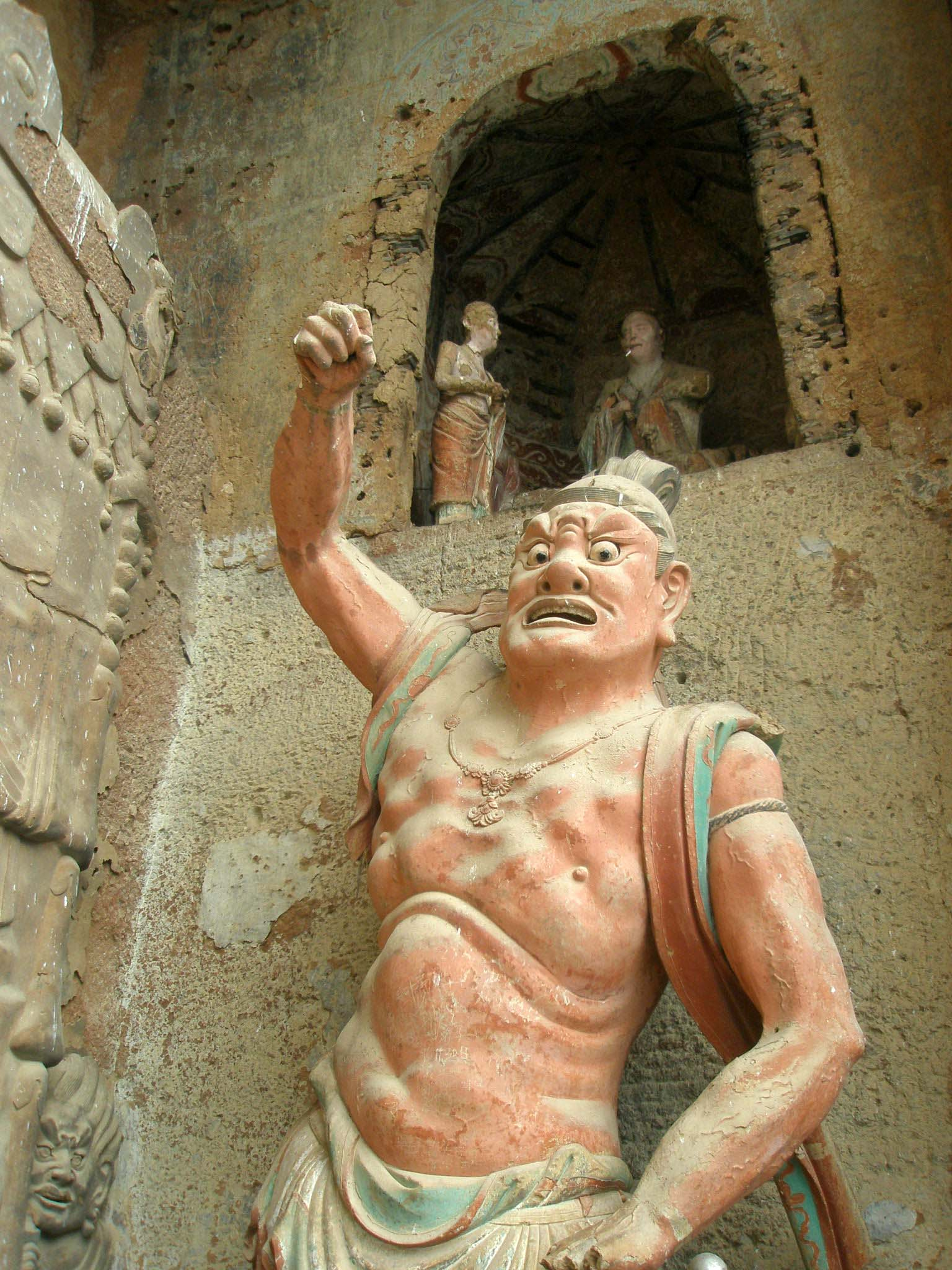
مجسمه‌های نقاشی شده به خوبی حفظ شده را می‌توان در بسیاری از غارها یافت

ماجی‌شان (麦积山) یا غارهای مایجی‌شان (چینی ساده‌شده: 麦积山石窟; چینی سنتی: 麥積山石窟; پین‌یین: Màijīshān Shíkū)، که پیش‌تر به‌صورت مایچی‌شان رومی‌سازی شده بود، مجموعه‌ای از ۱۹۴ غار صخره‌ای هستند که در تپهٔ مایجی‌شان در تیانشوی، استان گانسو در شمال غربی چین ایجاد شده‌اند. این غارها شامل بیش از ۷۲۰۰ مجسمه بودایی و بیش از ۱۰۰۰ متر مربع نقاشی دیواری هستند.
نام مایجی‌شان از سه واژهٔ چینی (麦积山) تشکیل شده است: مای (麦) که اصطلاح عمومی برای اکثر غلات است، جی (积) به معنای «توده» یا «انباشته»، و شان (山) به معنای «کوه». مایجی‌شان اغلب به‌صورت «کوه انباشتهٔ گندم» یا «کوه توده‌ای ذرت» ترجمه می‌شود.
این کوه از ماسه‌سنگ سرخ مایل به بنفش تشکیل شده است. ساخت غارها در دورهٔ چین پسین (۳۸۴–۴۱۷ میلادی) آغاز شد. در سال‌های ۱۹۵۲–۱۹۵۳، تیمی از باستان‌شناسان چینی از پکن نخستین بررسی مدرن این غارها را انجام دادند و سیستم شماره‌گذاری که امروزه نیز استفاده می‌شود را ایجاد کردند. غارهای شماره ۱ تا ۵۰ در بخش غربی صخره و غارهای شماره ۵۱ تا ۱۹۱ در بخش شرقی آن قرار دارند. بعدها، این غارها توسط مایکل سالیوان و دومینیک داربوا عکاسی شدند و آنان نخستین اثر مهم انگلیسی‌زبان دربارهٔ این غارها را منتشر کردند.
غارهای مایجی‌شان تنها یکی از مجموعه‌ای از غارهای بودایی در این منطقه از شمال غرب چین هستند که تقریباً در مسیر اصلی اتصال چین و آسیای مرکزی قرار دارند. این مکان‌ها، همراه با دیگر محوطه‌های باستان‌شناسی در امتداد جاده ابریشم شرقی، در سال ۲۰۱۴ به عنوان بخشی از «جاده‌های ابریشم: شبکه راه چانگ‌آن-تین شان» در یونسکو میراث جهانی ثبت شدند.

## تاریخچه
مایجی‌شان در نزدیکی مسیر شرقی-غربی که شی‌آن را به لانژو و در نهایت دون‌هوانگ متصل می‌کند، و همچنین در مسیر جنوبی که شی‌آن را به چنگدو در سیچوآن و مناطق جنوبی تا هند متصل می‌سازد، قرار دارد. در این تقاطع، برخی از مجسمه‌های مایجی‌شان که متعلق به حدود قرن ششم میلادی هستند، دارای ویژگی‌های هندی و جنوب شرق آسیایی هستند که احتمالاً از طریق همین مسیرهای شمالی-جنوبی به اینجا رسیده‌اند. بااین‌حال، نخستین تأثیر هنری از سمت شمال غربی و آسیای مرکزی از طریق جاده ابریشم وارد شد. در دوران دودمان‌های سونگ و مینگ، در جریان بازسازی‌ها، تأثیرات هنری از مناطق مرکزی و شرقی چین افزایش یافت و مجسمه‌ها بیشتر رنگ و بوی چینی به خود گرفتند.
به نظر می‌رسد که غارهای نیایشگاهی در چین دو کاربرد داشتند: پیش از ورود بودیسم به چین، ممکن بود به عنوان مکان‌های پرستش اجداد یا خدایان طبیعت مورد استفاده قرار گیرند. با ورود بودیسم و تأثیر سنت کهن غارهای نیایشگاهی هندی (مانند غارهای آجانتا) و آسیای مرکزی (عمدتاً افغانستان)، این غارها بخشی از معماری مذهبی چین شدند.

## طراحی
این غارهای مربوط به دودمان وی شمالی طراحی ساده‌ای دارند و عمدتاً شامل یک بودای نشسته در میان بوداسف‌ها و همراهان دیگر، گاه همراه با راهبان یا عبادت‌کنندگان غیرروحانی هستند. متداول‌ترین بودا، آمیتابه، بودای اصلی سرزمین پاک است که امکان تولد مجدد تمامی پیروان خود را در بهشت «سرزمین پاک» فراهم می‌کند. این مکتب در دورهٔ موردنظر یکی از مکاتب محبوب بودیسم مهایانه بود.
بوداسف‌هایی که او را همراهی می‌کنند معمولاً آوالوکیته‌سورا در سمت راست و ماهاستاما پرابتا در سمت چپ هستند. آوالوکیته‌سورا را می‌توان از روی تاج او که حاوی تصویر کوچکی از بودای آمیتابه است و همچنین از طریق همراه داشتن یک کوزهٔ کوچک تشخیص داد. ماهاستاما پرابتا شناسایی دشوارتری دارد، اما معمولاً با آوالوکیته‌سورا جفت می‌شود. آوالوکیته‌سورا در چند قرن بعدی تغییر جنسیت داده و به گوان یین، الههٔ رحمت، تبدیل می‌شود.
در نزدیکی درگاه‌ها، اغلب جفتی از دوراویراپالاها یا چهار پادشاه آسمانی (لوکاپالا) ایستاده‌اند که از بودا و همراهانش محافظت می‌کنند.
تقریباً تمامی پیکره‌های مایجی‌شان از خاک رس به همراه نوعی مادهٔ چسباننده برای افزایش ماندگاری ساخته شده‌اند. هنگامی که مجسمه‌های سنگی در برخی غارها (مانند غارهای ۱۱۷، ۱۲۷، ۱۳۳ و ۱۳۵) مشاهده می‌شوند، معمولاً از جنس ماسه‌سنگ هستند و بسیاری از آن‌ها بسیار ظریف ساخته شده‌اند. گزارش شده است که این ماسه‌سنگ بومی نیست و منشأ آن نامعلوم است. همچنین مشخص نیست این مجسمه‌ها در کجا ساخته شده‌اند یا چگونه به داخل غارها منتقل شده‌اند. غار ۱۳۳ با ۲۳ استلای سنگی، از نمونه‌های برجستهٔ این مجموعه است.